# Auenheim
Pour l’article homonyme, voir Auenheim (Bergheim).
Auenheim [awənaɪm] (ou anciennement Augenheim) est une ancienne commune française située dans le département du Bas-Rhin, en région Grand Est. Depuis le 1er janvier 2019, c'est une  commune déléguée au sein de la commune nouvelle de Rountzenheim-Auenheim.
Cette commune se trouve dans la région historique et culturelle d'Alsace. Son histoire semble remonter au VIIIe siècle.

## Géographie

### Localisation
Auenheim est une commune du nord de la plaine d'Alsace, en bordure de la Moder. Traversée du nord au sud par la route départementale 468 qui relie Strasbourg (à 42 km) à Lauterbourg (à 25 km), elle se trouve à 20 km à l'est de Haguenau. Son accessibilité est facilitée par un échangeur sur l'A35 à 2 km et par la gare de Rountzenheim, située à 1 km sur la ligne TER Strasbourg-Lauterbourg.

### Hydrographie
La commune est baignée par la Moder.

## Toponymie

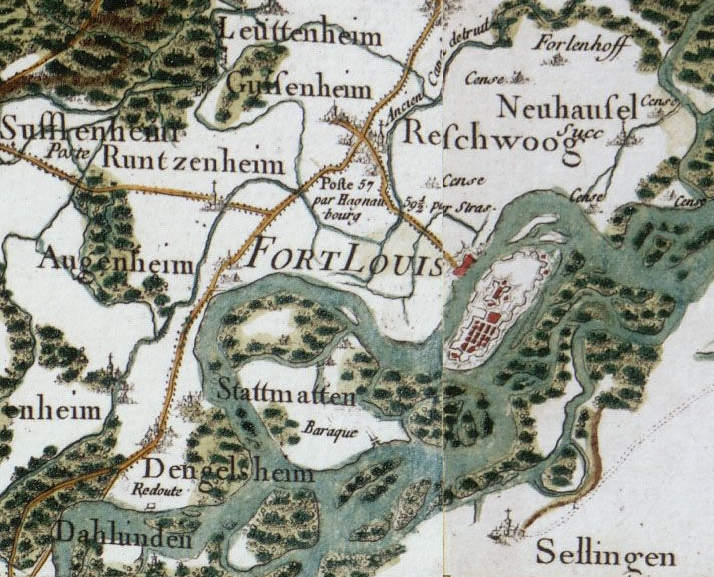
Anciennement Augenheim sur la carte de Cassini.

Le nom de la localité est attesté sous les formes Hauuinhaim en 775, Oweheim en 1359, Awenheim en 1596.
Les terminaisons en heim désignent des fondations franques, donc postérieures aux premiers villages créés par les Alamans. heim signifie hameau en français ou rassemblement de maisons, qui vient de l’alémanique hüs, qui a donné « haus », la maison en allemand.

D'après la carte de Cassini, Auen- viendrait d’une ellipse de la lettre g de Augen, qui en allemand moderne veut dire « de l’œil » + heim « hameau, village ».

Nous pencherons plutôt pour un anthroponyme germanique Avo ; donnant le « village de Avo », plus précis quant à son identification qu'une maison.
Auenem en alémanique.

## Histoire
- Combat d'Augenheim durant la guerre de Succession d'Autriche en 1744.

## Politique et administration

### Liste des maires
| Période      | Période  | Identité      | Étiquette | Qualité |
| ------------ | -------- | ------------- | --------- | ------- |
| janvier 2019 | En cours | Joseph Ludwig |           |         |

| Période                                  | Période       | Identité          | Étiquette | Qualité |
| ---------------------------------------- | ------------- | ----------------- | --------- | ------- |
| Les données manquantes sont à compléter. |               |                   |           |         |
| avant 1981                               | ?             | Joseph Schlachter |           |         |
|                                          |               |                   |           |         |
| mars 2001                                | décembre 2018 | Joseph Ludwig     |           |         |

## Population et société

### Démographie
L'évolution du nombre d'habitants est connue à travers les recensements de la population effectués dans la commune depuis 1793. Pour les communes de moins de 10 000 habitants, une enquête de recensement portant sur toute la population est réalisée tous les cinq ans, les populations de référence des années intermédiaires étant quant à elles estimées par interpolation ou extrapolation. Pour la commune, le premier recensement exhaustif entrant dans le cadre du nouveau dispositif a été réalisé en 2008.

En 2016, la commune comptait 912 habitants, en évolution de +4,59 % par rapport à 2010 (Bas-Rhin : +3,17 %, France hors Mayotte : +2,11 %).
| 1793 | 1800 | 1806 | 1821 | 1831 | 1836 | 1841 | 1846 | 1851 |
| ---- | ---- | ---- | ---- | ---- | ---- | ---- | ---- | ---- |
| 337  | 251  | 355  | 549  | 535  | 506  | 474  | 531  | 539  |

| 1856 | 1861 | 1866 | 1871 | 1875 | 1880 | 1885 | 1890 | 1895 |
| ---- | ---- | ---- | ---- | ---- | ---- | ---- | ---- | ---- |
| 459  | 443  | 447  | 437  | 440  | 478  | 474  | 448  | 464  |

| 1900 | 1905 | 1910 | 1921 | 1926 | 1931 | 1936 | 1946 | 1954 |
| ---- | ---- | ---- | ---- | ---- | ---- | ---- | ---- | ---- |
| 451  | 432  | 453  | 440  | 433  | 455  | 500  | 496  | 467  |

| 1962 | 1968 | 1975 | 1982 | 1990 | 1999 | 2006 | 2008 | 2013 |
| ---- | ---- | ---- | ---- | ---- | ---- | ---- | ---- | ---- |
| 543  | 566  | 602  | 598  | 616  | 731  | 823  | 848  | 913  |

| 2016 | - | - | - | - | - | - | - | - |
| ---- | - | - | - | - | - | - | - | - |
| 912  | - | - | - | - | - | - | - | - |

## Culture locale et patrimoine

### Lieux et monuments

#### Monument religieux
- Chapelle de la Pietà construite en 1920 qui abrite une pietà due à Léon Elchinger. Elle perpétue le souvenir des soldats morts pendant la 1re guerre mondiale[10].

#### Ligne Maginot
- Casemate d'Auenheim Nord :
  - Casemate d'infanterie isolée, à flanquement simple ;
  - Construite en 1932, elle abritait un officier, un sous-officier et 20 hommes de troupe ;
  - Dimensions au sol hors tout : 25 × 15 mètres. Hauteur 7,50 mètres. Épaisseur du gros-œuvre en béton dalle 2 mètres, murs exposés 2,25 m, murs arrière 1 m ;
  - Armement : un canon de 37 mm, 3 jumelages de mitrailleuses de 7,5 mm, 5 FM, 2 mortiers de 50 mm, goulottes lance-grenades ;
  - Historique : en 1939-1940, l'ouvrage a été tenu par un détachement du 68e régiment d'Infanterie de Forteresse, qui a résisté à la pression allemande jusqu'au 1er juillet 1940, soit 6 jours après la date d'entrée en vigueur de l'Armistice (25 juin 1940).

- Casemate d'Auenheim Sud :
  - Casemate d'infanterie isolée, à flanquement simple ;
  - Construite en 1932, elle abritait un officier, un sous-officier et 20 hommes de troupe ;
  - Dimensions au sol hors tout : 25 × 15 mètres. Hauteur 7,50 mètres. Épaisseur du gros-œuvre en béton dalle 2 mètres, murs exposés 2,25 m, murs arrière 1 m ;
  - Armement : un canon de 37 mm, 3 jumelages de mitrailleuses de 7,5 mm, 5 FM, 2 mortiers de 50 mm, goulottes lance-grenades ;
  - Historique : en 1939-40, l'ouvrage a été tenu par un détachement du 68e régiment d'Infanterie de Forteresse, qui a résisté à la pression allemande jusqu'au 1er juillet 1940, soit 6 jours après la date d'entrée en vigueur de l'Armistice (25 juin 1940).

- Blockhaus 1 :
  - 1 canon antichar de 25 mm, 1 mitrailleuse Hotchkiss.

- Blockhaus 2 :
  - 1 canon antichar de 25 mm.

- Blockhaus 3 :
  - 1 canon antichar de 25 mm.

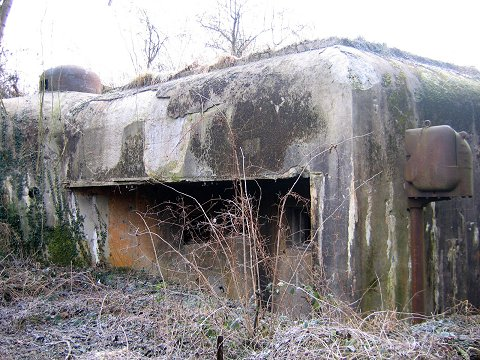
Casemate d'Auenheim sud.
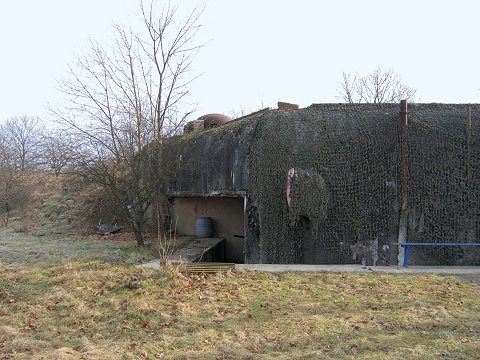
Casemate d'Auenheim Nord.
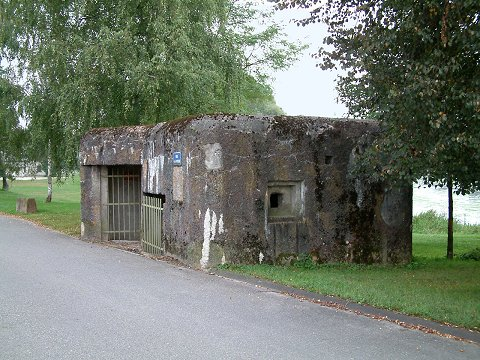
Blockhaus d'Auenheim 1.
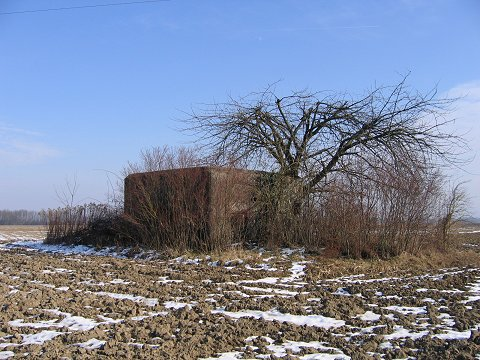
Blockhaus d'Auenheim 2.

- Réserve naturelle du bas Moder à Auenheim.

### Personnalités liées à la commune
- Henri Loux, né à Auenheim en 1873 et décédé à Strasbourg en 1907. Dessinateur des scènes campagnardes et villageoises du service de table appelé Obernai.
- Jean-Jacques Werner, né à Auenheim[11] le 9 février 1943 et décédé à Middletown, Connecticut, USA, le 30 mars 2000. Après ses études secondaires en France, il rejoint d'abord le Québec, avant de s'établir aux États-Unis où il obtient un doctorat (Ph.D) de sciences à l’université de Columbia. Il est connu pour être l'un des pères de l'ADSL par ses recherches et développements[12].

### Héraldique
| Blason de Auenheim | Blason  | D'argent à la lettre M capitale surmontée d'une croisette pattée et accompagnée de trois croisettes, deux aux flancs, une en pointe, le tout de sable. |
| Blason de Auenheim | Détails | |